# The Von Bondies
The Von Bondies es una banda de rock estadounidense formada en 1997. El álbum revolucionario de la banda, Pawn Shoppe Heart, fue lanzado en 2004 e incluye los sencillos "C'mon C'mon" y "Tell Me What You See". 
The Von Bondies ha encabezado giras por el Reino Unido/Europa, Australia y los Estados Unidos, llevando como teloneros a bandas como The Kills, Kasabian, Franz Ferdinand, Modey Lemon, SSM, The Subways, The Stills, Hot Panda y The Donnas. También han aparecido en Late Show with David Letterman, Last Call with Carson Daly y CD:UK.
El grupo se disolvió en julio de 2011. Se reagruparon en 2020 y planearon una gira de reunión, pero tuvieron que abandonar esos planes debido a la pandemia de COVID-19. Desde entonces, los miembros de la banda se han involucrado en otros proyectos musicales.

## Historia

### Primeros días
Cerca del cambio de milenio, dos excompañeros de cuarto, Jason Stollsteimer y Marcie Bolen, fueron a un concierto de los japoneses Guitar Wolf. En aquel entonces, Stollsteimer trabajaba como camarero en una bolera. La presentación del grupo les inspiró a crear su propia banda, reclutando así a Lauren Wilcox en el bajo y a Don Blum en la batería.
Tras tocar varios shows en el área de Detroit, grabaron los sencillos It Came From Japan (una oda a Guitar Wolf) y Nite Train. Jack White de los White Stripes, junto con Jim Diamond de los Dirtbombs, produjo su álbum debut Lack of Communication a finales del 2001. Éste fue grabado en sólo tres días.
The Von Bondies han estelarizado 4 giras por el Reino Unido, 2 por Australia y 7 por Estados Unidos. También han aparecido en el Letterman Show, el Carson Daily Show , el CD:UK y en la película 9 Songs del año 2004 dirigida por Michael Winterbottom, por solo nombrar unos cuantos. 
Grabaron el álbum en vivo Raw and Rare en el 2003 a través de Dimmak Records. Entregaron su segunda producción de estudio Pawn Shoppe Heart a través de Sire Records (reconocida disquera por artistas como Madonna, los Smiths y los Ramones), obteniendo buenas reseñas en 2004. Dicho disco fue producido por Jerry Harrison de los Talking Heads y coproducido por el mismo Jason Stollsteimer
Una de sus canciones más conocida, "C'mon C'mon", es el SoundTrack Theme de la serie de televisión Rescue Me del Canal Fox en la que se usa una versión recortada de la canción.
El 13 de diciembre de 2003, durante la premiere del álbum de la banda Blanche en el Magic Stick (Un bar en Detroit) hubo un altercado entre Jack White de White Stripes y Stollsteimer, el líder de The Von Bondies tuvo que ser tratado en el hospital por heridas.
EL 3 de febrero de 2009, sacaron su nuevo álbum Love, Hate and Then There's You celebrando nueve años juntos. Todas las canciones, excepto "Earthquakue" y "Blame Game" fueron escritas por Stllsteimer y Blum
En julio del 2011 el grupo anunció su separación y asimismo terminó sus actividades. Se reagruparon en 2020 y planearon una gira de reunión, pero tuvieron que abandonar esos planes debido a la pandemia de COVID-19. Desde entonces, los miembros de la banda se han involucrado en otros proyectos musicales.

## Miembros
- Jason Stollsteimer - voz principal y guitarra (1997–2011)
- Leann Banks - bajo y coros (2006–2011)
- Christy Hunt - guitarra y coros (2008–2011)
- Lauren Wilcox - bajo (2001)
- Carrie Ann Smith - bajo y coros (2001–2004)
- Yasmine Smith - bajo y coros, miembro de gira (2004–2006)
- Marcie Bolen - guitarra, (2001–2006)
- Alicia Gbur - guitarra, teclados, coros, miembro de gira (noviembre de 2007–marzo de 2008)
- Matt Lannoo - guitarra, miembro de gira (noviembre de 2007–marzo de 2008)
- Don Blum - batería y percusión (1997–2011)

## Discografía

### Álbumes
- Lack of Communication (2001)
- Raw and Rare (2003)
- Pawn Shoppe Heart (2004)
- Love, Hate and Then There's You (2009)

### Compilaciones
- Surprise Package #4 (con Ain't No Chimmney in the Big House)
- X-Ray CD01 (con It Came From Japan en vivo desde XFM)

### Videografía
Videos musicales:
- It Came From Japan
- C'mon C'mon
- Tell Me What You See
- Pale Bride

Apariciones en DVD:
- Nine Songs - presentación en vivo de "C'mon C'mon" como una de las 9 canciones.
- Later With Jools Holland - Louder - presentación en vivo de "Lack of Communication".
- Un video de Counter-Strike conocido como "Pubmasters" en el cual aparece la banda y su canción "C'mon C'mon".

### Sencillos
- Nite Train 7" (lado B: Goin' Down non-álbum mix, 2000)
- It Came From Japan 7" (lado B: Red Head Devil, 2001)
- It Came From Japan CD (lado B: My Baby's Cryin', 2001)
- C'mon C'mon CD (lados B: Heartlessly Hopeless y Love is Like a Drug, 2004) [Modern Rock Tracks #25;[10] UK #21[11]]
- Tell Me What You See CD 1 (lado B: Suzie, 2004) [UK #43[11]]
- Tell Me What You See CD 2 (lados B: Tell Me What You See en vivo en Detroit and Goin' Down en vivo en Detroit, 2004)
- "Pale Bride" 7" (Majordomo Records, 2008)